# Lista över Finlands statsministrar
Finlands statsminister leder Statsrådet (till 1919 senat) från och med självständigheten. Beteckningen statsrådet och titeln statsminister infördes med 1919 års regeringsform. Den förste som titulerades statsminister i Finland var således Juho Vennola.